# Parobisium xiaowutaicum
Espèce
Parobisium xiaowutaicum est une espèce de pseudoscorpions de la famille des Neobisiidae.

## Distribution
Cette espèce est endémique du Hebei en Chine. Elle se rencontre à Zhangjiakou dans le xian de Yu sur le Xiaowutai.

## Description
La femelle holotype mesure 3,74 mm.

## Étymologie
Son nom d'espèce lui a été donné en référence au lieu de sa découverte, le Xiaowutai.

## Publication originale
- Guo & Zhang, 2016 : Two new species of the genus Parobisium Chamberlin, 1930 from China (Pseudoscorpiones: Neobisiidae). Entomologica Fennica, vol. 27, no 3, p. 139-148.